# Luis S. Granjel
Luis Sánchez Granjel (Segura, Guipúzcoa, 25 de agosto de 1920-Salamanca, 29 de noviembre de 2014) fue un médico e historiador de la medicina español.

## Biografía
Nació en la localidad guipuzcoana de Segura el 26 de agosto de 1920. Su padre, castellano, recaló en tierras vascas para ejercer la medicina en la comarca del Goyerri. 
Estudió Medicina en la Universidad de Salamanca, donde se licenció en 1945. Allí se vinculó a un grupo de intelectuales en la llamada "tertulia Exedra" que, "liderados" por el filólogo Antonio Tovar (1911-1985), se reunían en el Café Castilla.
Se especializó en psiquiatría, aunque, de la mano de Pedro Laín Entralgo (1908-2001), comenzó a interesarse por la historia de la medicina. Así, alcanzó el grado de doctor en 1948 con una tesis titulada La psicología de Carl Gustav Jung en las relaciones entre medicina y religión. Aquel mismo año se le nombró profesor encargado del curso de Historia de la Medicina en la Universidad de Salamanca. Afianzada de esta manera la dedicación de Granjel a la disciplina, fue decisiva la intervención de Tovar, entonces rector de la Universidad de Salamanca, para crear la cátedra de Historia de la Medicina, la segunda en España tras la de la Universidad Central de Madrid. La cátedra fue ganada por Granjel en 1955, cargo que ejerció hasta su jubilación en 1987. En 1966 dirigió la tesis doctoral de José Ramón Tolivar Faes. Por encargo de Pedro Laín Entralgo, su obra histórico-médica está dedicada a la historia de la medicina española, de la que hizo un análisis bio-bibliográfico (su magna Historia general de la Medicina española), que se publicó en cinco volúmenes entre 1978 y 1986.
Se jubiló en 1987, cuando se le nombró profesor emérito. Fue académico numerario de la  Real Academia Nacional de Medicina (2003), a cuya Junta Directiva perteneció con el cargo de bibliotecario. Durante este periodo organizó la biblioteca histórica de la institución y escribió Historia de la Real Academia Nacional de Medicina, publicada en 2006. Falleció a las 6 de tarde del 29 de noviembre de 2014 en Salamanca.
Granjel fue un autor prolífico, con de sesenta y tres libros en su haber y otras publicaciones. Sus libros se caracterizarían por la precisión, con una notable parquedad en las interpretaciones personales y juicios subjetivos.
Además del estudio de la historia de la medicina, se ocupó de una serie de estudios literarios en torno a la generación del 98, entre ellos trabajos sobre autores como Pío Baroja, Miguel de Unamuno, Azorín o el ya posterior Ramón Gómez de la Serna.

## Obras
Además de más de una centena de artículos científicos, publicó las siguientes monografías:
Historia de la Medicina española y vasca
- Historia de la pediatría española (Salamanca, Universidad de Salamanca, 1965).[9]
- Historia general de la medicina española (cinco volúmenes, 1978-1986).[10][11][12]
- Historia de la medicina vasca (Salamanca-Mintegia, Instituto de Historia de la Medicina Española–Euskal Medikuntzaren Historia, 1983).[13]
- Historia política de la medicina española (Salamanca, Universidad de Salamanca, 1985).[14]
- Historia de la Real Academia Nacional de Medicina (Madrid, Real Academia Nacional de Medicina, 2006).[15]

Literatura española contemporánea
- Retrato de Pío Baroja (Barcelona, Editorial Barna, 1953).[7]
- Retrato de Unamuno (Madrid-Bogotá, Ediciones Guadarrama, 1957).[7]
- Panorama de la generación del 98 (Madrid, Ediciones Guadarrana, 1959).[16]
- Retrato de Azorín (Madrid, Ediciones Guadarrama, 1958).[7]
- Retrato de Ramón (Madrid, Ediciones Guadarama, 1963).[8]

## Discípulos
Dirigió hasta 79 tesis doctorales. Se podrían considerar discípulos con una trayectoria académica posterior a:
- Antonio Carreras Panchón, catedrático (Universidad de Salamanca)
- Anton Erkoreka Barrena (Universidad del País Vasco)
- Pedro María Goti Iturriaga (Universidad del País Vasco
- Francisco Herrera Rodríguez, catedrático de Escuela Universitaria en la Universidad de Cádiz.
- Juan Riera Palmero, catedrático en la Universidad de Valladolid.
- José Luis Peset Reig, profesor de investigación en el CSIC.
- Mercedes Sánchez-Granjel Santander, profesora titular en la Universidad de Salamanca.
- José María Urkía Etxabe, profesor titular en la Universidad del País Vasco.

## Reconocimientos
- Encomienda de la Orden de Alfonso X el Sabio (1976)
- Medalla de oro de la ciudad de Salamanca (1984)
- Doctor honoris causa por la Universidad Pontificia de Salamanca (1989)
- Premio Castilla y León de Ciencias Sociales y Humanidades (1990)
- Biblioteca "Luis Granjel" de la Facultad de Medicina de la Universidad de Salamanca.